# Ulrich Veit
Ulrich Veit (* 4. Januar 1960 in Esslingen am Neckar) ist ein deutscher Prähistoriker.
Ulrich Veit studierte Ur- und Frühgeschichte, Geologie, Anthropologie und Ethnologie an den Universitäten in Tübingen, Zürich und Münster. In Münster wurde er 1989 mit der Arbeit Siedlungsbestattungen im zentraleuropäischen Neolithikum promoviert und forschte anschließend bis 1992 mit einem Postdoktoranden-Stipendium der Deutschen Forschungsgemeinschaft an der Münsteraner Universität sowie in Cambridge in England zum Themenbereich Megalithgräber, Kollektivbestattungssitte und archäologische Kulturen im nord- und westeuropäischen Neolithikum. In diesem Zusammenhang nahm Veit 1992 und 1994 auch an Ausgrabungen der Abteilung Madrid des Deutschen Archäologischen Instituts in Vale Rodrigo (bei Évora) teil. 1993 wurde er zunächst Wissenschaftlicher Assistent am Institut für Ur- und Frühgeschichte und Archäologie des Mittelalters der Universität Tübingen. Dort habilitierte er sich 1999 zum Thema Frühe Gesellschaftsordnungen in Mittel- und Nordeuropa: Studien zur Sozialarchäologie des Neolithikums und der vorrömischen Metallzeit. Von 2005 bis 2009 vertrat er die Tübinger Ur- und Frühgeschichtliche Professur, seit 2006 als Außerplanmäßiger Professor. 2010 war Veit Gastprofessor an der Freien Universität Berlin. Seit 2011 lehrt er als Professor für Ur- und Frühgeschichte am Historischen Seminar der Universität Leipzig.
Veit befasst sich wissenschaftlich insbesondere mit der Gräber- und Sozialarchäologie, der Siedlungsarchäologie der Bronze- und Eisenzeit, der Wissenschafts- und Wissensgeschichte sowie mit den Theorien der Archäologie, insbesondere der Prähistorischen Archäologie. Er ist Korrespondierendes Mitglied des Deutschen Archäologischen Instituts. Seit 2010 gibt er in Verbindung mit der Arbeitsgemeinschaft Theorien in der Archäologie die traditionsreiche Ethnographisch-Archäologische Zeitschrift heraus.

## Schriften
- Studien zum Problem der Siedlungsbestattung im europäischen Neolithikum. Waxmann, Münster und New York 1996, ISBN 3-89325-385-8 (Tübinger Schriften zur ur- und frühgeschichtlichen Archäologie, Band 1)
- Herausgeber: Spuren und Botschaften. Interpretationen materieller Kultur. Waxmann, Münster-New York-München und Berlin 2003, ISBN 3-8309-1229-3 (Tübinger Schriften zur ur- und frühgeschichtlichen Archäologie, Band 4)
- Herausgeber: Kelten & Co. Fundgeschichten rund um die Achalm. Oertel und Spörer, Reutlingen 2004, ISBN 3-88627-281-8
- Notizen aus der Provinz. Zu den Anfängen ur- und frühgeschichtlicher Forschung an der Universität Tübingen. In: Johan Callmer (Hrsg.): Die Anfänge der ur- und frühgeschichtlichen Archäologie als akademisches Fach (1890-1930) im europäischen Vergleich (= Berliner archäologische Forschungen, Bd. 2). Leidorf, Rahden/Westf. 2006, S. 95–116, ISBN 3-89646-512-0.
- Archäologiegeschichte als Wissenschaftsgeschichte: Über Formen und Funktionen historischer Selbstvergewisserung in der Prähistorischen Archäologie. Ethnographisch-Archäologische Zeitschrift (EAZ), Jahrgang 52, 1 (2011), S. 34–58
- Grundfragen der Prähistorischen Archäologie. Eine Einführung in archäologische Frage- und Begründungsweisen utb.: Narr Francke Attempto, Tübingen 2025, ISBN 978-3825264086